# Championnat du Guatemala de football 1957-1958
Navigation
Saison précédente Saison suivante
La Liga Nacional 1957-1958 est la neuvième édition de la première division guatémaltèque.
Lors de ce tournoi, le CSD Comunicaciones a conservé son titre de champion du Guatemala face aux neuf meilleurs clubs guatémaltèques.
Chacun des dix clubs participant était confronté deux fois aux neuf autres équipes.

## Les 10 clubs participants
| \| Guatemala: Aurora FC CSD Comunicaciones IRCA CSD Municipal Tipografía Nacional Universidad SC Guatemala Deportivo Chichicaste Guatemala Juventud Escuintleca Guatemala Xelaju MC \| Localisation des clubs engagés dans le championnat. |
| Guatemala: Aurora FC CSD Comunicaciones IRCA CSD Municipal Tipografía Nacional Universidad SC Guatemala Deportivo Chichicaste Guatemala Juventud Escuintleca Guatemala Xelaju MC                                                           |

Ce tableau présente les dix équipes qualifiées pour disputer le championnat 1957-1958. On y trouve le nom des clubs, le nom des stades dans lesquels ils évoluent ainsi que la capacité et la localisation de ces derniers.
| Club                  | Stade                      | Capacité          | Ville          |
| Aurora FC             | Stade de l'Ejército        | 13 300            | Guatemala City |
| Deportivo Chichicaste | Stade inconnu              | Capacité inconnue | Chichicaste    |
| CSD Comunicaciones    | Stade Mateo Flores         | 30 000            | Guatemala City |
| Juventud Escuintleca  | Stade Ricardo Muñoz Gálvez | 3 000             | Escuintla      |
| Folgar                | Stade inconnu              | Capacité inconnue | Ville inconnue |
| IRCA                  | Stade inconnu              | Capacité inconnue | Guatemala City |
| CSD Municipal         | Stade Mateo Flores         | 30 000            | Guatemala City |
| Tipografía Nacional   | Stade La Pedrera           | Capacité inconnue | Guatemala City |
| Universidad SC        | Stade de la Revolución     | 5 000             | Guatemala City |
| Xelaju MC             | Stade Mario Camposeco      | 11 000            | Quetzaltenango |

## Compétition
Les dix équipes affrontent à deux reprises les neuf autres équipes selon un calendrier tiré aléatoirement.
Le classement est établi sur l'ancien barème de points (victoire à 2 points, match nul à 1, défaite à 0).
Le départage final se fait selon les critères suivants :
- Le nombre de points.
- La différence de buts générale.
- Le nombre de buts marqué.

### Classement
| Rang | Équipe                  | Pts | J  | G  | N | P  | Bp | Bc | Diff |
| ---- | ----------------------- | --- | -- | -- | - | -- | -- | -- | ---- |
| 1    | CSD Comunicaciones T    | 30  | 18 | 13 | 4 | 1  | 38 | 11 | +27  |
| 2    | CSD Municipal           | 23  | 18 | 10 | 3 | 5  | 31 | 22 | +9   |
| 3    | Aurora FC               | 23  | 18 | 11 | 1 | 6  | 35 | 24 | +11  |
| 4    | Xelaju MC P             | 19  | 18 | 8  | 3 | 7  | 30 | 26 | +4   |
| 5    | Universidad SC          | 18  | 18 | 8  | 2 | 8  | 37 | 37 | 0    |
| 6    | Folgar                  | 18  | 18 | 8  | 2 | 8  | 35 | 40 | -5   |
| 7    | Tipografía Nacional     | 17  | 18 | 5  | 7 | 6  | 27 | 25 | +2   |
| 8    | Deportivo Chichicaste P | 13  | 18 | 5  | 3 | 10 | 26 | 40 | -14  |
| 9    | IRCA                    | 12  | 18 | 5  | 2 | 11 | 27 | 39 | -12  |
| 10   | Juventud Escuintleca    | 7   | 18 | 2  | 3 | 13 | 20 | 42 | -22  |

| Légende : Qualifications et relégations | Légende : Qualifications et relégations          |
| --------------------------------------- | ------------------------------------------------ |
|                                         | Relégué en Primera División de Guatemala         |
|                                         | T Tenant du titre P Promu de la saison 1956-1957 |

## Bilan du tournoi
| Championnat du Guatemala de football 1957-1958 |                    |
| Champion                                       | CSD Comunicaciones |
| Dauphin                                        | CSD Municipal      |
| Coupes et trophées                             |                    |
| Vainqueur Copa de Guatemala                    | Aurora FC          |
| Promotions et relégations                      |                    |
| Promus en Liga Nacional de Guatemala           | Antigua GFC        |
| Promus en Liga Nacional de Guatemala           | Deportivo Eureka   |
| Promus en Liga Nacional de Guatemala           | Deportivo Quiché   |
| Promus en Liga Nacional de Guatemala           | Juventud Retalteca |
| Promus en Liga Nacional de Guatemala           | Deportivo Sanarate |
| Promus en Liga Nacional de Guatemala           | Deportivo Zacapa   |
| Relégués en Primera División de Guatemala      | IRCA               |